# Romain Buffet
Romain Buffet (ur. 4 lutego 1985) – francuski judoka. Olimpijczyk z Londynu 2012, gdzie zajął siedemnaste miejsce w wadze średniej.
Uczestnik mistrzostw świata w 2010 i 2011. Startował w Pucharze Świata w latach 2008-2010 i 2015. Piąty na mistrzostwach Europy w 2012, a także trzykrotny medalista w drużynie. Brązowy medalista uniwersjady w 2009 roku.

## Letnie Igrzyska Olimpijskie 2012
| Konkurencja | Eliminacje            | Klas. końcowa |
| Konkurencja | Przeciwnik I          | Miejsce       |
| ----------- | --------------------- | ------------- |
| 90 kg       | Karolis Bauža (LTU) P | 17.           |